# Ellen Estes
Ellen Marie Estes (Portland, 13 ottobre 1978) è un'ex pallanuotista statunitense, vincitrice di una medaglia d'argento ai giochi olimpici di Sydney 2000, e di una medaglia di bronzo ad Atene 2004.